# Бусиа (округ, Уганда)
Бусиа — округ в Уганде, в составе Восточной области. Население — 272 100 чел. (2009). Административный центр — Бусиа.

## География
Округ расположен на самом востоке страны, на границе с Кенией. По противоположную сторону границы находится округ, также носящий название Бусиа, административный центр которого тоже называется Бусиа.
Бусиа граничит с округами Тороро на севере, Намайинго на юго-западе, Бугири на западе и Бусиа (в Кении) на востоке. С юга его земли омываются водами озера Виктория.

## Административное деление и население
Округ был выделен в 1997 году из состава Тороро.
В административном плане округ Бусиа делится на три района, каждый из которых является одновременно избирательным округом: Северный Самиа Бугве, Южный Сами Бугве и Бусиа.
Население района прирастает со скоростью 2,7% в год. Если в 1991 году перепись населения зафиксировала проживание здесь 163 597 человек, то в 2002 году — 225 008, а в 2009 — 272 100.